# 19 Lyncis
19 Lyncis, som är stjärnans Flamsteed-beteckning, är en trippelstjärna i den norra delen av stjärnbilden Lodjuret. Den har en kombinerad skenbar magnitud på ca 5,7 och är mycket svagt synlig för blotta ögat där ljusföroreningar ej förekommer. Baserat på parallax Gaia Data Release 2 på ca 4,7 mas, beräknas den befinna sig på ett avstånd på ca 680 – 690 ljusår (ca 209 - 213 parsek) från solen. Den rör sig bort från solen med en heliocentrisk radialhastighet av 5 - 10 km/s.

## Egenskaper
Primärstjärnan 19 Lyncis Aa är en blå till vit stjärna i huvudserien av spektralklass B8 V. Den har en massa som är ca 3,3 solmassor, en radie som är ca 1,4 solradier och utsänder ca 166 gånger mera energi än solen från dess fotosfär vid en effektiv temperatur på ca 12 100 K.
Konstellationen 19 Lyncis består av två blå-vita stjärnor, 19 Lyncis A och 19 Lyncis B, av skenbar magnitud 5,80 och 6,86, som är separerade med 14,750 bågsekunder. Den förra är i sig ett dubbelsidig spektroskopisk dubbelstjärna med en omloppsperiod på 2,26 dygn och en excentricitet av 0,08. Därtill kommer en visuell följeslagare av magnitud 7,6 som är separerad med 3,5 bågminuter från primärstjärnan.